# The Ritual : L'Exorcisme d'Emma Schmidt
Pour les articles homonymes, voir Ritual, The Ritual et Exorcisme (homonymie).
Pour plus de détails, voir Fiche technique et Distribution.
The Ritual : L'Exorcisme d'Emma Schmidt ou Le rituel au Québec (The Ritual) est un film américain réalisé par David Midell et sorti en 2025. Il s'inspire du cas d'exorcisme en 1928 d'une femme nommée Emma Schmidt (alias Anna Ecklund (en)).

## Synopsis
En 1928, dans la petite ville d'Earling dans l'Iowa, une jeune femme nommée Emma Schmidt commence à souffrir de phénomènes terrifiants et inexplicables : terreurs nocturnes, accès de violence, etc. De plus, elle s'exprime dans des langues qu'elle ne connaît pas et développe une haine contre nature envers tout ce qui est sacré. Les membres de sa famille, fervents catholiques, la croient possédée et sollicitent l'aide de l'Église. Leur appel désespéré parvient jusqu'au père Theophilus Riesinger, un prêtre germano-américain chevronné connu pour ses rares exorcismes autorisés.
Âgé et usé, le père Riesinger demeure inébranlable dans sa foi. Il se rend sur place avec le père Joseph Steiger, un jeune prêtre en pleine crise de foi. Hanté par le récent suicide de son frère et désillusionné par la façon dont l'Église traite les maladies mentales, Steiger est assez sceptique quant à la possession démoniaque. Pourtant, lorsqu'il rencontre Emma et est témoin de ses agissements, de sa voix surnaturelle, de sa capacité à raconter des péchés personnels qu'elle n'a jamais entendus et de son extrême force physique, ses convictions commencent à s'éroder.

## Fiche technique
Sauf indication contraire, les informations mentionnées dans cette section peuvent être confirmées par les bases de données cinématographiques IMDb et Allociné,  présentes dans la section « Liens externes ».
- Titre original : The Ritual
- Titre français : The Ritual : L'Exorcisme d'Emma Schmidt
- Titre québécois : Le rituel[1]
- Réalisation : David Midell
- Scénario : Enrico Natale et David Midell
- Musique : Jason Lazarus et Joseph Trapanese
- Décors : Julie Toche
- Costumes : Grizelda Garza
- Photographie : Adrian Biddle
- Montage : Enrico Natale
- Production : Enrico Natale, Ross Marks, Andrew Stevens et Mitchell Welch
- Sociétés de production : Cinemachine Shop et Andrew Stevens Entertainment
- Sociétés de distribution : XYZ Films (États-Unis), KMBO[2] (France)
- Budget : N/A
- Pays de production :  États-Unis
- Langue originale : anglais
- Format : couleur
- Genre : horreur
- Durée : 98 minutes
- Dates de sortie[3] :
  - États-Unis : 6 juin 2025
  - France : 20 août 2025
- Classification[4] :
  - Canada : 14A
  - Québec : 13+

## Distribution
- Al Pacino (VF : Patrick Raynal) : le père Theophilus Riesinger (en)
- Dan Stevens (VFB : Maxime Donnay) : le père Joseph Steiger
- Ashley Greene : sœur Rose
- Abigail Cowen : Emma Schmidt
- Patrick Fabian : l'évêque Edwards
- Patricia Heaton : la mère supérieure
- María Camila Giraldo : sœur Camila
- Meadow Williams : sœur Sarah
- Enrico Natale : Dr Fabian
- Ritchie Montgomery : Chester
- Audrey Wasilewski (voix)

## Production
Le scénario est basé sur le cas d'exorcisme, en 1928, d'une femme nommée Emma Schmidt (alias Anna Ecklund (en)). Le film s'inspire par ailleurs de l'ouvrage Begone Satan! (1935) de Carl Vogl.
En juillet 2023, Al Pacino et Ben Foster sont annoncés dans les rôles principaux. En janvier 2024, Le tournage débute à Natchez dans le Mississippi. Quelques mois plus tard, il est révélé que Ben Foster a quitté le projet, remplacé par Dan Stevens.

## Sortie et accueil

### Dates de sortie
Le film sort tout d'abord au Royaume-Uni et en Irlande le 30 mai 2025. Aux États-Unis, le film est distribué par XYZ Films et sort le 6 juin 2025, alors qu'il devait initialement sortir le 18 avril 2025.

### Critique
Le film reçoit des critiques globalement négatives. Sur le site d'agrégation de critiques Rotten Tomatoes, le film n'obtient que 6% d'avis favorables, pour 62 critiques. Le consensus suivant résumé les avis collectés : « The Ritual présente soi-disant un véritable événement occulte, mais la chose la plus blasphématoire à ce sujet est peut-être le gaspillage des talents d'Al Pacino sur une histoire clichée avec une exécution sans inspiration. » Sur le site Metacritic, qui utilise une moyenne pondérée, le film obtient la note de 33⁄100 pour 12 critiques.
Leslie Felperin du Guardian lui donne la note de 2 étoiles sur 5. Jacob Oller du site The A.V. Club lui donne quant à lui un « C- ». Shawn Van Horn de Collider le note 3⁄10. Mark Hanson de Slant Magazine a attribué au film seulement une demi-étoile sur quatre. Christian Zilko de IndieWire lui met un « D ». Craig D. Lindsey de RogerEbert.com le note 2 étoiles sur 4.
Dans le journal québécois Le Devoir, François Lévesque écrit notamment lire « On cherche en vain les traces d’une mise en scène. En lieu et place : un amas de plans moches, mal cadrés et si systématiquement serrés qu’on voit bien que c’est pour masquer les limites d’une reconstitution d’époque rudimentaire. »